# Matt Solomon
Matthew Barry "Matt" Solomon (Hongkong, 19 februari 1996) is een autocoureur uit Hongkong.

## Carrière
Solomon begon zijn autosportcarrière in het karting in 2007 op elfjarige leeftijd en won het Junior-kampioenschap van Hong Kong. In 2008 werd hij achter Sandy Stuvik tweede in de Rotax Max Junior-klasse van het Asian Karting Open Championship. In 2009 stapte hij over naar de KF3-klasse en werd zevende in het Asia-Pacific Championship. In 2012 nam hij deel aan de KF1-klasse van het CIK-FIA World Karting Championship en de KF2-klasse van het CIK-FIA Asia Pacific Championship.
In 2013 maakte Solomon de overstap naar het formuleracing, waarbij hij uitkwam in de Formula Masters China voor het team Eurasia Motorsport. Met vier podiumplaatsen eindigde hij als vijfde in het kampioenschap met 128 punten. Tevens maakte hij zijn debuut in Europa in de Formule Renault 2.0 Alps als gastrijder bij het Prema Powerteam in het raceweekend op het Misano World Circuit Marco Simoncelli. Dat jaar won hij ook een race in het GT Asia-kampioenschap, waarbij hij een Mercedes deelde met tweevoudig Formule 1-kampioen Mika Häkkinen.
In 2014 bleef Solomon in de Formula Masters China rijden voor Eurasia. Met vijf overwinningen en zeven andere podiumplaatsen eindigde hij achter James Munro als tweede in het kampioenschap met 187 punten.
In de winter van 2015 reed Solomon in het laatste raceweekend van de MRF Challenge op de Irungattukottai Race Track in India. In de laatste race eindigde hij als tweede, waardoor hij als twaalfde in het kampioenschap eindigde met 30 punten. Aansluitend werd bekend dat hij in 2015 zijn Formule 3-debuut maakt in het Europees Formule 3-kampioenschap voor het team Double R Racing.